# جي. لويد سبنسر
جي. لويد سبنسر (بالإنجليزية: G. Lloyd Spencer)‏ هو ضابط وسياسي أمريكي، ولد في 27 مارس 1893 في الولايات المتحدة، وتوفي في 14 يناير 1981 في نفس البلد. حزبياً، نشط في الحزب الديمقراطي. وقد انتخب عضو مجلس الشيوخ الأمريكي.